# Szórólap
A szórólap termékek, szolgáltatások és események ismertetése, reklámozása céljából létrehozott papíralapú nyomdai termék. Olyan kisméretű, de jellemzően nagy példányszámban készülő ismertetőanyag, amely grafikai és/vagy fotó-, továbbá tipográfiai elemeket is tartalmaz. A célcsoporthoz ezt a reklámanyagot „szórással”, azaz a szórólap szétosztásával terjesztik. Politikai elődje a magyar terminológiában a röplap volt. A szórólap manapság inkább kereskedelmi vagy kulturális témájú sajtótermék.

## Története

### Előzmények az ókorban
A szórólap céljának megfelelő eszközök már a kereskedelem és az írás kialakulásának találkozásakor megjelenhettek.
Az olyan magasabb kultúrájú városokban, mint Pompeii, ahol időszámításunk kezdete előtt már írni-olvasni tudó emberek is éltek, érdemes volt hirdetményeket létrehozni. Jóllehet ez még nem papír alapon történt, de több példányban készült, és az emberek közötti népszerűsítést szolgálta. Ebből az időből találtak feliratokat, melyek vendéglőket, borokat vagy politikusokat népszerűsítettek. Pl.: „Válasszátok Bruttius Balbust, mert ő óvni fogja a város pénzét!” vagy „Vándor, haladj innét a 12. toronyig, ott Sarinusnak bormérése van. Látogasd meg. Üdv veled.”
Az ókori görög társadalomban is politikai célú hirdetésként jelent meg a „szórólap” használata. A választók szavazattal döntötték el, hogy szerintük melyik politikus törekszik zsarnoki uralomra. Akit megszavaztak, annak mennie kellett. A politikai ellenfelek, hogy megszabaduljanak konkurenciájuktól, agyagtáblán tüntették fel politikai ellenfeleiket, és ezt osztogatták a választóik között. Ez az eljárás is nagyban hasonlít a szórólap funkciójára.

### Az első nyomtatott szórólapok
Döntő fordulatot a 15. században megjelenő könyvnyomtatás feltalálása hozott (Guttenberg, 1483). Angliában jelentek meg az első szórólapok a 15. században. Ezek már a maihoz hasonló funkciókat töltöttek be, árukat, szolgáltatásokat hirdettek és utazó árusok, rikkancsok terjesztették őket. Amerikában az első szórólapot (akkor még inkább röpiratot), amelyről maradt fenn információ, 1776-ra teszik. Ekkor írta Thomas Paine a függetlenségért vívott harcra buzdítását szórólap formájában, melyet mintegy félmillió példányban terjesztettek.

### Napjainkban
A papír és a nyomtatási eljárások elterjedésével folyamatosan csökkent a szórólap előállítási költsége. Az 1990-es években már egyre több cég hirdetett ezzel a módszerrel. Manapság a különböző nyomtatási eljárásoknak köszönhetően a példányszám könnyen alakítható. A 2010-es évek óta elterjedt e-mailen történő üzenetküldés lehetővé tette az elektronikusan küldhető ismertetőanyagokat, így ez lett a reklámozás legmodernebb terjesztési módszere.
Az utóbbi időben a környezetvédelem kapcsán már tiltó törvénykezések is megjelentek azzal kapcsolatban, hogy hol lehet a szórólapot terjeszteni és hol nem. Sőt, szórólapkészítés után környezetvédelmi díj is fizetendő, amelyet a 2011. évi LXXXV. törvény ír elő.

## Felhasználási területek
A szórólapot egyaránt használhatják például magánszemélyek, vállalkozások, nonprofit és politikai szervezetek:
- Esemény hirdetése (koncert, fesztivál stb.)
- Vállalkozások termékeinek, illetve szolgáltatásainak ismertetője
- Társadalmi, vallási vagy politikai üzenet, propagandaanyag, röpirat
- Szervezetek felhívásai, tagtoborzás

## A szórólap kivitelezésének fajtái
A terjesztés módjától és a szórólap tartalmától függően megkülönböztetünk különböző kivitelezési módokat. Más formátumot használunk, ha csak egy szolgáltatás és cím szerepel a szórólapon, és mást, ha egy hosszabb terméklistát helyezünk el rajta. Akkor is mást használunk, ha nívós termékeket reklámozunk, és mást, ha csak korrepetálás lehetőségéről szeretnénk informálni a diákokat. Pár példa a szórólap fajtáira:
- egy- vagy kétoldalas (a tartalom mennyiségétől függően), egy cég szolgáltatását vagy termékeit ismertető szórólap
- két vagy több partnercég szolgáltatásait ismertető szórólap, esetenként tematikus elrendezésben (kétoldalas és nagyobb formátum)
- akciós szórólap (sokszor sorszámozott, kuponos kivitelben)
- egyedi regisztrációs kódot tartalmazó, vásárlási kedvezményre jogosító szórólap; politikai szórólap
- adó 1%-át és egyéb adománygyűjtési célú szórólap
- vallási célú szórólap

A szórólap mérete, színeinek száma és minősége függ a tartalomtól, a célcsoport igényességétől és a példányszámtól. Ezek a tulajdonságok jelentősen befolyásolják a nyomtatás költségét, így egyensúlyt kell teremteni a szórólap készítésének költsége és hatékonysága között.

## Leggyakoribb szórólapméretek
- A/5 (148x210 mm) - fél levélpapír méret
- A/6 (105x148 mm) - képeslapméret
- LA/4 (100x210 mm) - francia borítékméret

A fenti méreteken túl meghatározó, hogy színes vagy fekete-fehér nyomtatással, jó vagy gyenge minőségű papírra készül a szórólap.